# Irhabogárfélék
Az irhabogárfélék vagy troxbogarak (Trogidae) a rovarok (Insecta) osztályában a bogarak (Coleoptera) rendjébe, azon belül a mindenevő bogarak (Polyphaga) alrendjébe tartozó család.

## Életmódjuk
Polifág, azon belül nekrofág táplálkozású  szántóföldi kártevők közé tartoznak.

## Fordítás
- Ez a szócikk részben vagy egészben  a   Knokkelbiller című norvég Wikipédia-szócikk fordításán alapul.  Az eredeti cikk szerkesztőit annak laptörténete sorolja fel. Ez a jelzés csupán a megfogalmazás eredetét és a szerzői jogokat jelzi, nem szolgál a cikkben szereplő információk forrásmegjelöléseként.